# Кирилло-Кармасан
Кири́лло-Кармаса́н (рос. Кирилло-Кармасан, башк. Кирилл-Ҡармасан) — присілок (в минулому селище) у складі Благоварського району Башкортостану, Росія. Входить до складу Благоварської сільської ради.
Населення — 2 особи (2010; 3 в 2002).
Національний склад:
- росіяни — 100 %